# We Will Rave
A We Will Rave (magyarul: Tombolni fogunk) az osztrák Kaleen dala, mellyel Ausztriát képviselte a 2024-es Eurovíziós Dalfesztiválon Malmőben. A dal belső kiválasztás során nyerte el a dalversenyen való indulás jogát.

## Eurovíziós Dalfesztivál
2024. január 16-án az ORF bejelentette, hogy az énekesnő képviseli az országot az Eurovíziós Dalfesztiválon. A dalt 2024. március 1-jén, a hozzá készült videoklipet március 4-én mutatták be.
A dalt először a május 9-én rendezendő második elődöntőben fellépési sorrendben hatodikként adták elő, a Franciaországot képviselő Slimane Mon amour című dala után és a Dániát képviselő Saba Sand című dala előtt. Az elődöntőből kilencedik helyezettként továbbjutott a május 11-i döntőbe, ahol fellépési sorrendben huszonhatodikként, utolsóként lépett fel, a Franciaországot képviselő Slimane Mon amour című dala után. A zsűri szavazáson a huszadik helyen végzett 19 ponttal, míg a nézői szavazáson a huszonharmadik helyen végzett 5 ponttal, így összesítésben 24 ponttal a verseny huszonnegyedik helyezettje lett.
A következő osztrák induló JJ Wasted Love című dala volt a 2025-ös Eurovíziós Dalfesztiválon.